# Guithelin
Guithelin o Guintelyn (in gallese Kyhylyn; fl. IV secolo a.C.) fu un leggendario sovrano della Britannia, menzionato da Goffredo di Monmouth.
Salì sul trono dopo Gurguit Barbtruc.
Regnò in modo liberale e saggio. Quando morì, la moglie Marcia assunse il potere come reggente per il figlio Sisillio II.